# Hannoverscher Oratorienchor
Der Hannoversche Oratorienchor ist die älteste bürgerliche Musikvereinigung der Landeshauptstadt Hannover. Der eingetragene Verein zählt mit seiner mehr als 200-jährigen Geschichte zu den traditionsreichsten Konzertchören in Deutschland.

## Geschichte

### 19. Jahrhundert
Die Geschichte des Hannoverschen Oratorienchores reicht zurück bis an den Anfang des 19. Jahrhunderts, als 1802, während der sogenannten „Franzosenzeit“, Bürger der Stadt Hannover die Singakademie gründeten und bereits im März desselben Jahres mit Joseph Haydns Oratorium Die Schöpfung debütierten.

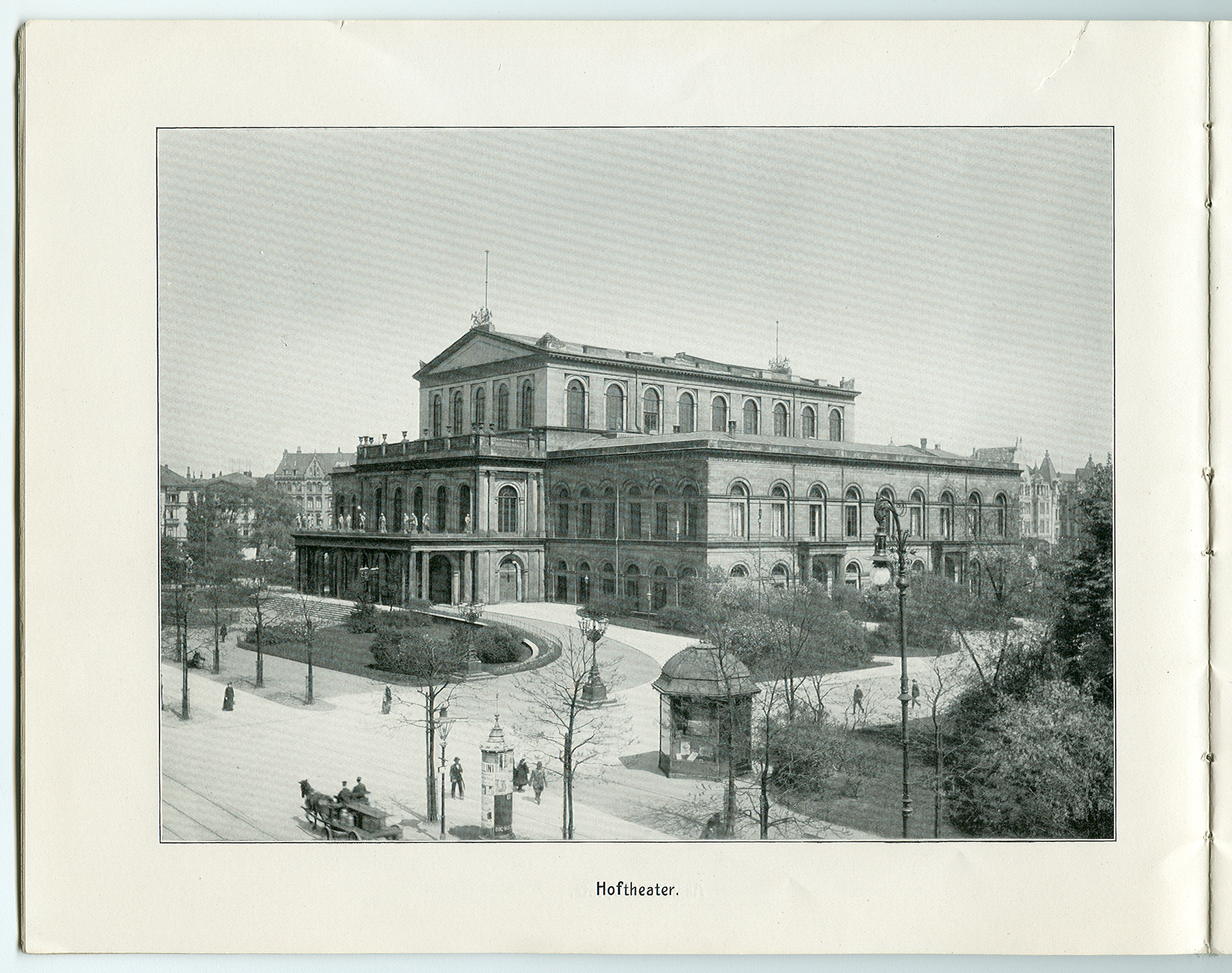
Das bis 1852 von Laves errichtete Königliche Hoftheater, unter dessen Hofkapellmeistern der Chor bis 1892 geleitet wurde;
Foto von Karl F. Wunder, um 1900

Während der Hofarchitekt Georg Ludwig Friedrich Laves für Ernst August und die Residenzstadt des Königreichs Hannover noch das Königliche Hoftheater errichtete, wurde der Verein um 1850 in „Neue Singakademie“ umbenannt, der ab 1866, dem Jahr der Annexion Hannovers durch Preußen, als nun „Sing-“ und „Musikakademie“ mit dem nun preußischen Königlichen Hoftheater zusammenarbeitete und bis 1892 auch unter der Leitung der jeweiligen Hofkapellmeister stand.
Unterdessen war nach dem Zusammenschluss der Singakademie mit dem Langeschen Gesangsverein 1867 eine erneute Umbenennung in Hannoversche Musikakademie erfolgt. Im selben Jahr wurde auch der nach Johann Sebastian Bach benannte Bachverein in die Musikvereinigung integriert.
Erstmals ab 1892 erhielt die Hannoversche Musikakademie wieder eine eigene künstlerische Leitung.

### 20. Jahrhundert
Nach Unterbrechungen der Aufführungen während des durch die Nationalsozialisten verantworteten Zweiten Weltkrieges und der damit einhergehenden Zerstörungen während der Luftangriffe auf Hannover, konnte die Musikakademie mit Genehmigung durch die Britischen Militärbehörden schon ab 1945 mit dem Wiederaufbau beginnen, vor allem durch den seinerzeitigen Geschäftsführer Erich Wiese.
Nachdem die Musikvereinigung 1951 ihren heutigen Namen erhalten hatte, war es der Dirigent Fritz von Bloh, der den Hannoverschen Oratorienchor zu einem Ensemble mit überregionaler Resonanz formte. Unter von Bloh wurde der Oratorienchor schließlich 1972 als „Städtischer Chor“ geehrt, ein Titel, den der Chor mit dem Knabenchor Hannover und dem Mädchenchor Hannover teilt.
Zum 60. Jahrestag der sogenannten „Reichspogromnacht“ trat der Hannoversche Oratorienchor gemeinsam mit zahlreichen anderen Chören unter der Leitung Andor Izsák 1998 unter dem Obertitel „Das verstummte Lied. Die Musik der zerstörten Synagogen“ in der Hochschule für Musik und Theater Hannover und anderswo auf.

### 21. Jahrhundert
Die Feierlichkeiten zum 200. Gründungsjubiläum im Jahr 2002, zu dem eine umfangreiche Festschrift mit einer Dokumentation der Geschichte des Chores herausgegeben wurde, waren begleitet von einer Reihe von Festkonzerten sowie einer Reise des Chores nach Prag und Südböhmen.
Wiederum unter Andor Izsák trat der Hannoversche Oratorienchor, gemeinsam mit dem Hamburger Synagogalchor, anlässlich des 60. Jahrestages der Befreiung des KZ Auschwitz sowie der Stadt Oświęcim in einem Konzert am 26. Januar 2005 in der Philharmonie Krakau auf.
Mit Peter Francesco Marino bereiste der Chor 2008 Frankreich und führte mit lokalen Musikern die Carmina Burana auf.
Unter Stefan Vanselows künstlerischer Leitung kam es 2013 bis 2015 – gemeinsam mit dem Mädchenchor und dem Johannes-Brahms-Chor Hannover – zur Zusammenarbeit mit der NDR-Radiophilharmonie bei Konzerten zum Saisonauftakt im Kuppelsaal sowie im Landesfunkhaus Niedersachsen, zum Beispiel den Hannover Proms. 2015 verabschiedete er sich mit der Uraufführung des Pfingstoratoriums „Vom Geist der Vielfalt“ von Matthias Drude, welches von einem Foto-Audio-Projekt über die Flüchtlingsunterkunft Ahlem begleitet wurde.

## Musikalische Leiter
Nachdem die Musikvereinigung unter wechselnden Namen bis 1892 von den jeweiligen hannoverschen Hofkapellmeistern geleitet worden waren, folgten diesen
- 1892–1930: Josef Frischen
- 1930–1945: Fritz Lehmann
- 1945–1952: Karl-Heinz Schneider
- 1952–1976: Fritz von Bloh
- 1976–1989: Hans Herbert Jöris
- 1989–1998: Martin Brauß
- 1998–2005: Christian Fischer
- ab 2006: Peter Francesco Marino
- 2012[10] – 2015: Stefan Vanselow[11]
- ab 2015: Keno Weber

## Weitere Persönlichkeiten
- Langjähriger Vorsitzender der Hannoverschen Musikakademie war der Architekt, Stadtplaner und Bauschriftsteller Theodor Unger (* 1846; † 1912)[12]
- Diliana Michailov, die studierte Dirigentin assistierte dem Chorleiter Stefan Vanselow 2012 bis 2015[13]

## Publikationen/Diskographie
- 150 Jahre Hannoverscher Oratorienchor e.V., vormals Hannoversche Musikakademie (32 Seiten, illustriert), Hannover: Schrader, 1952
- Hannoverscher Oratorienchor 1802–1962. 10 Jahre Fritz von Bloh als künstlerischer Leiter. 10 Jahre Zusammenarbeit mit der Volksbühne Hannover (28 Seiten, illustriert), Hannover: Ohle & Kahlert, 1962
- Das verstummte Lied. Die Musik der zerstörten Synagogen. Zum 60. Jahrestag der „Reichspogromnacht“, CD plus Beiheft (27 Seiten, illustriert), [Hannover]: Hochschule für Musik und Theater Hannover [u. a.], 1998
- Hannoverscher Oratorienchor. 1802–2002, illustrierte Festschrift zum 200. Geburtstag (29 Seiten mit einer CD), Hannover: Eigenverlag, 2002
- Konzert anlässlich des 60. Jahrestages der Befreiung des Konzentrationslagers Auschwitz und der Stadt O’swiecim, Karol-Szymanowski-Philharmonie – Krakau, 26. Januar 2005, CD (12 Werke), 2005